# Stirexephanes kulingensis
Stirexephanes kulingensis är en stekelart som först beskrevs av Tohru Uchida 1937.  Stirexephanes kulingensis ingår i släktet Stirexephanes och familjen brokparasitsteklar. Inga underarter finns listade i Catalogue of Life.